# Josep Manuel Rueda Torres
Josep Manuel Rueda Torres és investigador adscrit a l'Insrtitut Català de Recerca del Patrimoni cultrural (ICRPC). Ha estat director de l'Agència Catalana del Patrimoni Cultural des del juny de 2018 a l'1 de gener de 2022 i anteriorment director del Museu d'Arqueologia de Catalunya. És llicenciat en Filosofia i Lletres per la UAB (especialitat d'Arqueologia), llicenciat en grau amb qualificació d'excel·lent per la mateixa universitat i doctor Cum Laude per la Universitat de Girona. Des de l'any 1982 ha coordinat un total de 97 exposicions en diversos museus. Ha realitzat múltiples projectes museològics com el muntatge del Museu Etnològic del Montseny i els seus magatzems. Ha codirigit excavacions arqueològiques i prospeccions.

## Biografia
Ha estat secretari (1989-1990) i president (1991-1993) de l'Associació de Museòlegs de Girona, president de la Junta Gestora de l'Associació Arqueòlegs de Catalunya (1993) i vocal de la primera Junta de l'Associació de Museòlegs de Catalunya (1995-1998). Així mateix, entre altres càrrecs d'assessorament, el 2011 fou membre del Consell Nacional d'Arqueologia i Paleontologia de Catalunya i de la Comissió de Recerca d'Arqueologia i Paleontologia.
Va ser cap de l'Àrea de Difusió i Explotació (actual Servei de Museus), director del Museu d'Art de Girona durant 6 anys (2001-2007), director el Museu Etnològic del Montseny (1990-2001) i director de l'Arxiu Històric Municipal d'Arbúcies (1987-2001). Abans de ser director del MAC era subdirector de Patrimoni Arquitectònic, Arqueològic i Paleontològic de la Direcció General de Patrimoni Cultural entre 2008 i 2013. Entre el juny de 2018 i el gener de 2022 va ser director de l'Agència Catalana del Patrimoni Cultural,
Té formació específica addicional sobre museologia, restauració de materials arqueològics, màrqueting als museus, gestió cultural, etc. Ha impartit nombroses conferències, presentacions, ponències, comunicacions, debats i taules rodones en relació amb la seva experiència en arqueologia, etnologia, gestió del patrimoni, museologia, etc. Així mateix, té una important activitat docent en museologia, gestió cultural i patrimoni cultural.
Des de l'any 1982 ha publicat un total 10 llibres i de 193 articles relacionats amb la seva trajectòria professional.